# Juntinyuat (plaats)
Juntinyuat is een bestuurslaag in het regentschap Indramayu van de provincie West-Java, Indonesië. Juntinyuat telt 5352 inwoners (volkstelling 2010).